# Poststraßenbahn Berlin
Die Poststraßenbahn Berlin war ein Betriebszweig der Großen Berliner Straßenbahn (GBS) beziehungsweise ihrer Nachfolgeunternehmen Berliner Straßenbahn (BSt; ab 1920) und Berliner Verkehrs-Aktiengesellschaft (BVG; ab 1929), der von 1917 bis 1935 bestand.

## Geschichte
Vor 1914 wurde etwa ein Fünftel aller Paketsendungen des Deutschen Reiches innerhalb Berlins befördert. Für den Transport zwischen den einzelnen Bahnpostämtern und dem Paketpostamt in der Oranienburger Straße standen der Reichspost Pferdefuhrwerke sowie vereinzelt Lastkraftwagen zur Verfügung.
Infolge des Ersten Weltkrieges wurden die meisten Pferde und Wagen von der Obersten Heeresleitung beschlagnahmt. Gleichzeitig nahm die Anzahl der aufgegebenen Paketsendungen zu, da die Preußischen Staatsbahnen Stückgutsendungen bis fünf Kilogramm nicht mehr annahmen. Während der Weihnachtsfeiertage 1916 waren die dadurch eingetretenen Probleme so groß, dass die Oberpostdirektion Berlin über den Versuch der Paketbeförderung mittels Straßenbahn nachdachte.
| Jahr                                                                  | Anzahl Postämter | Wagen-km (Tw) | Wagen-km (Bw) |
| --------------------------------------------------------------------- | ---------------- | ------------- | ------------- |
| 1917                                                                  | 4                | 075.773¹      | 092.262¹      |
| 1918                                                                  | 12               | 461.588¹      | 567.137¹      |
| 1919                                                                  |                  | 462.836¹      | 505.136¹      |
| 1920                                                                  | 15               |               |               |
| …                                                                     |                  |               |               |
| 1926                                                                  |                  | 294.524       | 403.538       |
| 1927                                                                  |                  | 287.315       | 409.861       |
| 1928                                                                  | 9                | 291.363       | 416.798       |
| 1929                                                                  | 7                | 253.193       | 382.878       |
| 1930                                                                  | 7                | 219.452       | 334.119       |
| 1931                                                                  | 7                | 206.741       | 299.504       |
| 1932                                                                  | 6                | 198.594       | 293.611       |
| 1933                                                                  | 3                | 102.287       | 186.067       |
| 1934                                                                  | 3                | 097.432       | 179.425       |
| ¹ gesamter Güterverkehr der GBS (einschl. Zeitungen und andere Güter) |                  |               |               |

Am 6. Februar 1917 führte die GBS eine erste Probefahrt mit einem angehängten Pferdewagen der Post durch. Kurz darauf wurde die Kapazität durch das Zusammenkuppeln von bis zu drei Planwagen zuzüglich Triebwagen auf 1500 Gepäckstücke erhöht. Die besondere Bauart der Kupplung ermöglichte ein fast spurtreues Fahren der Wagen, eine Geschwindigkeit von 10 km/h durfte dabei jedoch nicht überschritten werden.
In der Nacht vom 10. auf den 11. Februar steigerte die GBS abermals die Kapazitäten der Züge, indem sie anstelle der Planwagen nun eigene Sommerwagen einsetzte. Zwei Züge bestehend aus einem Trieb- und drei Beiwagen pendelten zwischen den Postämtern O 17 am Schlesischen Bahnhof und SW 77 in der Luckenwalder Straße und beförderten dabei insgesamt 13.000 Gepäckstücke. Von den Verladestellen aus erfolgte der Weitertransport mit Güterpostwagen. Da das Postamt O 17 nur unter Mitbenutzung der Gleise der Berliner Ostbahnen erreicht werden konnte, wurde hierfür eine Gleisverbindung eingerichtet.
Um den Postverkehr auch tagsüber durchführen zu können, war die Anlage von Gleisanschlüssen bei den jeweiligen Postämtern vonnöten. Ab November 1917 gingen die ersten festen Anschlüsse in Betrieb; der Verkehr mit Planwagen wurde im darauffolgenden Monat eingestellt. Bis Ende 1917 waren neben den Postämtern O 17 und SW 77 auch die Ämter N 3 (Paketpostamt) in der Oranienburger Straße sowie NW 40 am Lehrter Bahnhof mit Gleisanschlüssen versehen. 1918 folgten die Ämter C 2 in der Heilig-Geist-Straße, N 4 am Stettiner Bahnhof, das Postzeitungsamt in der Dessauer Straße sowie in den umliegenden Gemeinden die Postämter Charlottenburg 1, Wilmersdorf, Schöneberg 1, Steglitz und Neukölln. 1920 kamen die Postämter Friedenau, Tempelhof und Lichterfelde hinzu. In letzterem Fall konnten die Züge nur bis zum Kranoldplatz fahren, da noch kein Übergang zum Netz der Teltower Kreisbahnen bestand.
Bis Mitte der 1920er Jahre waren insgesamt 24 Postämter durch die Straßenbahn angeschlossen. Durch die zunehmende Motorisierung bei der Reichspost sank die Beförderungsleistung der Straßenbahn stetig und die Anzahl der angeschlossenen Postämter nahm wieder ab. Ab 1933 wurden lediglich drei Postämter noch bedient. Zum 1. Januar 1935 stellte die BVG den Poststraßenbahnbetrieb dann endgültig ein.
Während des Zweiten Weltkrieges wurden erneut Postsendungen mit der Straßenbahn im Rahmen des Stadt-Güterverkehrs durchgeführt. Es handelte sich hierbei jedoch um keinen eigenen Betriebszweig, ebenso wurden keine neuen Gleisanschlüsse hergestellt.

## Fahrzeuge
| Jahr      | Anzahl Tw | Anzahl Bw |
| --------- | --------- | --------- |
| 1924      | 16        | 35        |
| 1925      | 18        | 33        |
| 1926      | 23        | 35        |
| 1928      | 23        | 38        |
| 1929–1930 | 23        |           |
| 1931–1934 | 23        | 38        |

Zur Beförderung der Postsendungen dienten Berolina-Triebwagen aus dem Bestand der GBS. Die Fahrzeuge behielten zunächst ihre Nummern bei und wurden 1920 in das Nummerierungsschema der BSt einbezogen. Die Lackierung in tannengrün beziehungsweise elfenbein ab 1920 blieb ebenso erhalten. Die Seitenfenster wurden zunächst durch seitlich angebrachte Schilder verdeckt, ab 1922 ersetzte man die Fensterscheiben durch Blechtafeln. Zu dieser Zeit erhielten die Wagen auch einen grauen Anstrich mit gelben Verzierungen und Wagennummern. Die Wagen selbst erhielten neue Nummern mit einem vorangestellten P. Die Anzahl als auch die Ursprünge der eingesetzten Wagen ist ungeklärt; bekannt ist, dass die Nummer P 52 vergeben war.
Ab 1925 etwa setzte die BSt andere Fahrzeuge im Postverkehr ein, die ebenfalls vom Typ Berolina waren. Diese Wagen erhielten durchgehend die Nummern P 1 bis P 23 und unterschieden sich von ihren Vorgängern durch eine abweichende Lackierung, bei der die Fensterbänder ebenfalls in gelb lackiert waren.
Als Kennzeichen diente zunächst ein Posthorn auf der runden Linientafel. Ab etwa 1924 erhielten die Triebwagen Ecklaternen mit einem angebrachten Reichsadler sowie Richtungsschilder mit dem Schriftzug „Reichspost“.
Als Beiwagen dienten zunächst Pferdefuhrwerke der Reichspost sowie Sommerwagen der GBS. Bei diesen wurden die Seitenbänke entfernt und die offenen Seitenwände verschlossen. Ab 1922 wurden 20 neue Güterwagen mit den Nummern G 101 bis G 120 beschafft, die vollständig geschlossen waren. Sie wurden 1924 um weitere Wagen mit den Nummern G 121 bis G 150 ergänzt. Da die Geschäftsberichte für diesen Zeitraum eine kleinere Anzahl angeben, besteht die Möglichkeit, dass die Nummern nicht durchgängig vergeben wurden. Bekannt ist Wagen G 128.
Im Gegensatz zu den Triebwagen, die weiterhin der Berliner Straßenbahn gehörten, befanden sich diese Güterwagen im Besitz der Reichspost. Ab 1925 erhielten die Beiwagen anstelle des G ebenfalls den Kennbuchstaben P.
Über den Verbleib der Postwagen sind kaum Informationen bekannt. Einige Fahrzeuge wurden nach 1935 in den Arbeitswagenbestand überführt, andere hingegen ausgemustert.